# Chaubardiella delcastilloi
Chaubardiella delcastilloi är en orkidéart som beskrevs av David Edward Bennett och Eric Alston Christenson. Chaubardiella delcastilloi ingår i släktet Chaubardiella och familjen orkidéer.
Artens utbredningsområde är Peru. Inga underarter finns listade i Catalogue of Life.